# Agència de Notícies Hawar
Agència de Notícies Hawar, abreujada generalment com ANHA (àrab: وكالة أنباء هاوار) és una agencia de notícies kurda en línia localitzada a Al-Hasakah, Síria. En els seus inicis, l'agència de notícies va començar informant en àrab, però al llarg del temps ha anat ampliant el seu repertori de llengües fins a arribar a la xifra de 6 (kurd, àrab, turc, rus, anglès i castellà). Hawar ha servit de referència centenars de vegades per altres proveïdors de notícies i milers de vegades en les xarxes socials.
La propietat de l'agència de notícies Hawar es manté en l'anonimat. El nom del domini del lloc web va ser registrat per primera vegada l'agost de 2012.
El regulador de telecomunicacions de Turquia va bloquejar l'accés a diverses agències de notícies el juliol de 2015. El que va ser descrit com una acció antiterrorista, altres portals de notícies de dins i fora de Turquia van ser prohibits i bloquejats, entre d'altres Rudaw, l'agència de notícies Dicle i Özgür Gundem.